# Нова-Слупя (гмина)
Нова-Слупя (пол. Nowa Słupia) — городско-сельская гмина (волость) в Польше, входит как административная единица в Келецкий повет, Свентокшиское воеводство. Население — 9735 человек (на 2004 год).

## История
В 1922—1923 гг. на территории гмины в Свентокшисских горах было обнаружено месторождение пирита, для разработки которого была создана государственная шахта (Państwowa Kopalnia Rudy "Staszic" w Rudkach) — единственная шахта по добыче пирита на территории Польши. Во время Второй мировой войны шахта являлась второй по объемам добычи пирита на всей территории Европы. После завершения боевых действий в сентябре 1939 года и немецкой оккупации Польши шахта перешла в ведение немецких оккупационных властей "генерал-губернаторства", на охрану рудника были выделены значительные силы (подразделение заводской охраны «Werkdienst» и подразделение жандармерии с несколькими пулемётами). 15 декабря 1942 года рудник атаковал отряд Гвардии Людовой Келецкого воеводства, которым командовал Игнаций Робб («Narbutt»). В результате операции шахта была на несколько дней выведена из строя.

## Демография
| Перепись                       | Всего   | Всего | Женщины | Женщины | Мужчины | Мужчины |
| ------------------------------ | ------- | ----- | ------- | ------- | ------- | ------- |
| Единицы                        | человек | %     | человек | %       | человек | %       |
| Население                      | 9735    | 100   | 4919    | 50,5    | 4816    | 49,5    |
| Плотность населения (чел./км²) | 113,3   | 113,3 | 57,2    | 57,2    | 56      | 56      |

## Соседние гмины
1. Гмина Белины
2. Гмина Бодзентын
3. Гмина Лагув
4. Гмина Павлув
5. Гмина Васнюв